# Larentiinae
Larentiinae або малі п'ядуни — підродина метеликів з родини п'ядунів (Geometridae). Налічує приблизно 5800 видів. Поширені переважно в помірних районах Північної півкулі.

## Опис
Досить дрібні метелики з довжиною передніх крил 10-20 мм. Малюнок частіше утворений хвилястими лініями або перев'язами з хвилястими краями. Задні крила у спокої покриті передніми так, що утворюють трикутник, і їх малюнок, як правило, блідіший за малюнок передніх крил або зовсім не виражений.

## Значення для людини
Деякі види є шкідниками плодових і декоративних дерев. При масовому розмноженні можуть повністю знищити листяний покрив кормових рослин.

## Класифікація
Морфологічний і генетичний аналіз вказує, що це древня група метеликів, яка вартує піднесення до рангу родини.
| Asthenini - Euchoeca - Hydrelia - Poecilasthena - Venusia Cataclysmiini - Phibalapteryx Chesiadini - Aplocera - Chesias - Odezia Eupitheciini - Chloroclystis - Eupithecia - Gymnoscelis - Microdes Hydriomenini - Anachloris - Hydriomena Larentiini - Anticlea - Larentia - Mesoleuca - Pelurga - Spargania | Melanthiini - Horisme - Melanthia Operophterini - Epirrita - Operophtera Perizomini - Perizoma Rheumapterini - Rheumaptera - Triphosa Solitaneini - Baptria Trichopterygini - Lobophora - Lobophora halterata - Pterapherapteryx Xanthorhoini - Camptogramma - Chrysolarentia - Epirrhoe - Epyaxa - Euphyia - Glaucorhoe - Orthonama - Scotopteryx - Xanthorhoe |

### Родиincertae sedis
Декілька родів досі не було призначено трибам:
| - Anemplocia - Archirhoe - Carptima (Hydriomenini?) - Celonoptera (Trichopterygini?) - Ceratodalia - Coryphista - Cyclica (Hydriomenini?) - Dyspteris - Epiphryne - Ersephila (Hydriomenini?) - Eurhinosea - Eutrepsia (Hydriomenini?) - Grossbeckia (Hydriomenini?) | - Gypsochroa - Hagnagora - Hammaptera - Hospitalia (Rheumapterini?) - Hymenodria (Hydriomenini?) - Mirlatia - Monostoechia Fletcher, 1978 - Obila - Ochodontia - Piercia - Psaliodes - Pseudomennis - Pterocypha - Scelidacantha |